# حمام نظر علي خان
حمام نظر علي خان (بالفارسية: حمام نظر علی خان) هو حمام تاريخي يعود إلى القاجاريون، ويقع في شيراز.